# Jürgen Gräßer
Jürgen Gräßer (* 23. März 1940; † 6. September 2010 in Nonnweiler) war ein deutscher Rennfahrer, Kaufmann und Bauunternehmer. Bekannt wurde er in einem medienwirksamen Rechtsstreit gegen die Stadt Saarbrücken um den nie verwirklichten Bau eines Supermarktes.

## Betätigung im Motorsport
Bis in die 1960er Jahre beteiligte sich Gräßer am Motorsport, er fuhr auf dem Nürburgring Tourenwagen, im Rallyesport und bei Bergrennen. Bereits im Alter von 20 Jahren folgte eine Anstellung beim Automobilhersteller BMW in leitender Position an einer Niederlassung mit 30 Angestellten. Im Alter von dreißig Jahren hatte er nach eigenem Bekunden bereits ein beträchtliches Vermögen angehäuft, bewohnte als Eigentümer eine millionenteure Villa. In die Schlagzeilen geriet er bei seiner nachfolgenden Tätigkeit als Bauunternehmer, welche ihn in einen millionenschweren Rechtsstreit führte.

## Die „Causa Gräßer“
Der Prozess beschäftigte die saarländische Landesjustiz sowie auch Bundesgerichtshof und Bundesverfassungsgericht in Karlsruhe über einen Zeitraum von 32 Jahren. Eine Appellation erging ebenfalls an den Europäischen Gerichtshof in Straßburg, am Rande waren auch Gerichte benachbarter Bundesländer beteiligt. Damit erlangte die „Causa Gräßer“ als längster Prozess in der Justizgeschichte der Bundesrepublik Deutschland überregionale Berühmtheit. Die Klagesumme wurde zuletzt auf 400 Millionen Euro beziffert. Für Anwälte, Gutachter und Gerichte mussten ebenfalls Honorare und Gebühren in Millionenhöhe von den Prozessparteien, namentlich Gräßer selbst, Kommunalverwaltungen und Banken, aufgebracht werden.

### Vorgeschichte
Jürgen Gräßer als Bauunternehmer plante die Errichtung eines Wohn- und Einkaufkomplexes im Saarbrücker Wohn- und Gewerbegebiet Rastpfuhl, Stadtteil Malstatt. Für einen Supermarkt waren 8.000 m² Verkaufsfläche im Konzept vorgesehen. Damit rangierte das Projekt (nach heutigen Maßstäben ein SB-Warenhaus mittleren Zuschnitts) in der obersten Klasse. In Saarbrücken hätte es zu dieser Zeit nichts Vergleichbares gegeben. Dazu sollten – ergänzend zur bereits vorhandenen Wohnbebauung entlang der nahe gelegenen Eifelstraße – weitere, bis zu 19 Stockwerke hohe Wohnhäuser mit 900 Wohneinheiten in unmittelbarer Nachbarschaft entstehen. Gräßer hatte bereits Anfang der 1970er Jahre ein geeignetes, acht Hektar umschließendes Areal nördlich der Straße „Im Knappenroth“ für einen Kaufpreis von 5,2 Millionen Deutsche Mark erworben. Bei dem Grundstück handelte es sich um das ehemalige Werksgelände der 1907 gegründeten und in den frühen 1960er Jahren stillgelegten Asphalt- und Teerfabrik „Ernst Hugo Sarg & Co“. Seit Abriss der Gebäude lag das stark mit den Hinterlassenschaften des petrochemischen Betriebes kontaminierte Wiesengelände brach.
Gräßer hatte bereits Erfahrung in der Baubranche sammeln können. Ein ähnliches Vorhaben im pfälzischen Dudenhofen hatte er wenige Jahre zuvor erfolgreich abgeschlossen. Florierende Einnahmen aus diesem Projekt und aus seiner aktiven Zeit als Rennfahrer hatten ihn – bereits im jungen Alter von Mitte dreißig – zu einem vermögenden Mann gemacht. Nach eigenem Bekunden hatte Gräßer zu diesem Zeitpunkt auch schon eine Genehmigungszusage der Stadt Saarbrücken und einen Pachtvertrag mit einer Supermarktkette sowie eine Bürgschaft der Sparkasse Saarbrücken für die geplanten Bau- und Erschließungskosten erhalten.
Die Erschließungskosten sollten sich bald als Knackpunkt erweisen, sie waren ursprünglich von der Stadt auf 2,4 Millionen Mark beziffert worden, was sich noch im Rahmen des geplanten Budgets befand. Die ausführenden Unternehmen begannen bereits auf Gräßers Auftrag und Rechnung hin mit der Fundamentierung und schafften Material für den Gebäudebau heran. Nach der Darstellung Gräßers war das Projekt zu diesem Zeitpunkt seitens der Stadt durchaus gewollt, Planung und Genehmigung bereits beschlossene Sache.

### Erstes Scheitern
Am 22. August 1974 jedoch wendete sich das Blatt. Der Bauausschuss der Stadt Saarbrücken kippte Gräßers Vorhaben, setzte die Erschließungskosten nun auf 4,5 Millionen Mark fest. Dafür reichte die Bankbürgschaft nicht aus, die Baugenehmigung wurde im Nachgang mit dieser Begründung verweigert. Weitere Verhandlungen mit Gräßer fanden gar nicht mehr statt. Die Kommune argumentierte, man habe dem Projekt eine Absage erteilen müssen, weil der ausführende Kaufmann Gräßer zu keinem Zeitpunkt in der Lage gewesen sei, die finanziellen Lasten des Großprojektes zu stemmen. Ebenfalls wurde der Bebauungsplan kurz darauf abgeändert. Damit war das Supermarkt-Projekt gestorben, Gräßers Investitionen und Vorleistungen zu seinem Schaden zwecklos verpufft.
Gräßer wollte sich mit diesem Ergebnis nicht zufriedengeben und klagte im August 1974 gegen die Stadt, erstmals vor dem Landgericht Saarbrücken. Gegenstand der Klage war der ihm entstandene Schaden aus bereits geleisteten Investitionen, sowie der zu erwartende Gewinn, wäre sein Supermarkt-Projekt frist- und plangerecht umgesetzt worden. Dass dies nicht der Fall gewesen sei, habe alleine die Stadt Saarbrücken verschuldet, die ihrerseits jegliche Verantwortung und Entschädigungsforderung kategorisch zurückwies. Seinen Schaden bezifferte Gräßer zunächst auf 9,5 Millionen Mark.
Schon im März 1975 wies das Landgericht seine Klage ab. Was die Stadt Saarbrücken begrüßte, wollte Gräßer so nicht akzeptieren und ging in die Revision. In den folgenden Jahren schleppte sich der Prozess durch sämtliche Instanzen der Gerichtsbarkeit, wobei die Schadenssumme immer höher anwuchs und Gräßers Finanzkraft zunehmend schwand. Bereits 1976 kam das Knappenroth-Gelände zur Zwangsversteigerung. Gräßer verlor ebenfalls seinen Besitz in Dudenhofen, während der Rechtsstreit mit ungewissem Ausgang weiter schwelte.

### Teilerfolge
Nach elf Jahren Verhandlungsdauer folgte das Urteil. Im Jahre 1986 gab das Oberlandesgericht Saarbrücken als Berufungsinstanz dem Kaufmann Gräßer wenigstens teilweise Recht. Mit 5,8 Millionen Mark plus Zinsen habe ihn die Stadt Saarbrücken zu entschädigen. Das war für Gräßers Position nicht einmal kostendeckend, für die Stadt Saarbrücken ohnehin inakzeptabel hoch. Beide Parteien gingen also erneut in die Revision vor den Bundesgerichtshof in Karlsruhe. Dieser verwies zurück an das Oberlandesgericht. Man habe dort zu prüfen, warum im beklagten Entscheidungsverfahren des Bauausschusses 1974 die zunächst niedriger angesetzten Erschließungskosten plötzlich erhöht wurden. Die BGH-Richter folgten hier dem Vortrag des Klägers und unterstellten wörtlich „sachfremde Erwägungen“ der Stadt Saarbrücken, welche wohl das Bauvorhaben Gräßers bewusst habe scheitern lassen sollen. Der Stadt gelang es im Nachsatz nicht, die erhöhten Erschließungskosten fristgerecht zu begründen. Auch deswegen bejahte der BGH einen grundsätzlichen Entschädigungsanspruch Gräßers, und zwar nicht nur für tatsächlich entstandene Kosten, sondern ebenso für zukünftige Gewinne. Die Schadensbemessung jedoch ließ die Entscheidung offen.
Über weitere 15 Jahre wurde nun um die Schadenshöhe gestritten, die sich in jedem neuen Vortrag Gräßers sukzessive erhöhte, jedoch ohne greifbares Ergebnis. Mehr als 20 Jahre später (1996) bezifferte ein Gutachten des Wirtschaftsprüfers Arthur Andersen Gräßers Gesamtschaden bereits auf 56 Millionen Mark.
Die Folgejahre waren geprägt von ständiger Unsicherheit auf beiden Seiten über Anspruch und Höhe einer möglichen Entschädigung. Da sich abzeichnete, dass ein abschließendes Urteil auch zu Gunsten Gräßers ausfallen könnte und die Schadenssumme in möglicherweise dreistelliger Millionenhöhe bereits jetzt bedrohliche Ausmaße für den kommunalen Haushalt annahm, drängte die Opposition im Stadtrat, vornehmlich die Fraktionen der CDU und der Grünen, zu einem Vergleich mit Gräßer. Jedoch sah die Verwaltungsspitze dazu keine Notwendigkeit und beharrte weiterhin starr auf ihrer radikalen Rechtsposition.
Der Rechtsstreit dauerte nun bereits 25 Jahre an. Erstmals im Jahre 2000 legte Gräßer vor dem Bundesverfassungsgericht Beschwerde ein. Nicht seine Entschädigungsforderung stand hierbei zur Verhandlung, sondern alleine die Verfahrensdauer. Die Beschwerde wurde als begründet angenommen und hatte Erfolg, im Ergebnis erging eine Rüge an das saarländische Oberlandesgericht wegen „überlanger Verfahrensdauer“. Auch der amtierende Ministerpräsident des Saarlandes, Peter Müller – selbst Berufsrichter – bezeichnete den Fall als „Dicken Hund“, jedoch ohne dabei klar Position für eine der beiden Streitparteien zu beziehen. Müller ließ allerdings nicht unerwähnt, dass wohl seitens der Stadt der Versuch unternommen wurde, „den Herrn Gräßer kaputt zu prozessieren“.

### Die Wende
Vor dem Oberlandesgericht forderte Gräßer nun bereits 158 Millionen Mark für Prozesskosten, Zinsen und Entschädigung. In seinem Urteil vom November 2001 setzte das Gericht die Höhe seiner Forderung jedoch überraschend auf null Mark fest. Den Vorwürfen Gräßers, hier sei in einem Einzelfall die Gerechtigkeit zugunsten eines übergeordneten, kommunalen Interesses geopfert worden, mochten die Richter nach eingehender Prüfung nicht folgen.
Auch gegen diese Entscheidung ging Gräßer letztinstanzlich in Revision vor den Bundesgerichtshof in Karlsruhe. Im April 2003 erteilte der BGH, bei einem Streitwert von zuletzt 109 Millionen Euro, den Forderungen des Kaufmanns die endgültige Absage vor deutschen Gerichten, indem er die Revision gegen das Urteil des Oberlandesgerichts abwies, mangels grundsätzlicher Bedeutung, in der Sache erfolglos. Eine angestrebte Verfassungsbeschwerde Gräßers vor dem Bundesverfassungsgericht in Karlsruhe musste ebenso als unbegründet scheitern, da im zivilen Rechtsstreit um Entschädigungszahlungen keine Grundrechte berührt seien.
Zu diesem Zeitpunkt hatte der bereits 66-jährige Gräßer nach eigenem Bekunden alleine 21,8 Millionen Euro für Prozesskosten aufgewendet. Schon lange nicht mehr aus eigenen Mitteln, Jahre zuvor hatte er seine Forderungen an ein Bankenkonsortium abgetreten, das seine Rechtsposition für ihn weiter verfolgte. Gräßer hatte sein ganzes Vermögen verloren, befand sich nun in der Privatinsolvenz, galt vor dem Gesetz als mittellos, hatte sein ganzes Berufsleben an diesen Rechtsstreit gehängt.
Das letzte Urteil des Oberlandesgerichtes, null Schadensersatz für Gräßer, wurde somit in Ermangelung weiterer Rechtsmittel rechtskräftig. Die Gegenseite nahm diese Entscheidung mit großer Genugtuung auf. Rechtsdezernent Wohlfahrt kommentierte sie mit den Worten: „für die Stadt Saarbrücken hat es sich mit rund 80 Millionen Euro ausgezahlt, dass sie (…) kein übereiltes Schuldanerkenntnis abgegeben hat“. Laut Wohlfahrt beanspruche die Stadt Saarbrücken von Gräßers Insolvenzverwalter nun Kostenerstattung in Höhe von 3,5 Millionen Euro für ihre Aufwendungen im Rechtsstreit, worin nicht erstattungsfähige Verwaltungskosten und Personalkosten der Stadt gar nicht erfasst wären. Diese schätzte Wohlfahrt „um ein Vielfaches höher ein“.

### Endstation EGMR
Damit war Gräßer gescheitert. Erfolg versprechend schien alleine noch seine Eingabe beim Europäischen Gerichtshof für Menschenrechte, die er 2006 anstrengte. Die Schadenssumme wurde dort mit 400 Millionen Euro angegeben.
Zeitgleich klagten Gräßers Anwälte ebenfalls vor dem Landgericht Karlsruhe – diesmal nicht gegen die Stadt, sondern gegen das Bundesland Saarland, das in seiner Eigenschaft als Träger seiner eigenen Gerichtsbarkeit nun als Mitverursacher des Schadens bezichtigt wurde. Erstinstanzlich bekam Gräßer dort sogar Recht, weil die Baden-Württemberger Richter bei einer derart langen Prozessdauer nicht ausschließen mochten, dass alleine daraus ein nicht unerheblicher Schaden entstanden sei. Entschädigung, der Form nach also schon, der Höhe nach jedoch ungewiss.
Die großen Hoffnungen der Prozessbevollmächtigten auf schnelle Feststellung einer mehrere hundert Millionen Euro hohen Entschädigung erfüllten sich nicht. Das Verfahren ruht, weil sich die betreibenden Banken derzeit nicht zur Prozessfinanzierung einer anschließenden Leistungsklage durchringen konnten – ebenso wenig Gräßers Insolvenzverwalter oder gar das Land Saarland. Der saarländische Justizstaatssekretär Wolfgang Schild stellte fest: „Die Verfahrensdauer ist inakzeptabel lang, aber es ist nicht inakzeptabel, dass er [Gräßer] den Prozess nicht gewonnen hat. Wir haben immer die Rechtsauffassung vertreten, wenn – was rechtskräftig festgestellt ist – kein ersatzfähiger Schaden geltend gemacht werden kann, kann durch die lange Prozessdauer auch kein größerer ersatzfähiger Schaden entstanden sein.“
In einem letzten Urteil 2006 befand dagegen der EGMR, dass Gräßer in seinen Menschenrechten verletzt worden sei und daher Anspruch auf Schmerzensgeld habe. Alleine die Tatsache, dass sich sein Verfahren vor deutschen Gerichten bereits über mehr als dreißig Jahre hingezogen hatte, bewog die Richter dazu, Gräßer eine Entschädigung in Höhe von 45.000 Euro zuzusprechen.
„Da kämpft man jahrzehntelang und bekommt am Ende fast nichts“ resümierte Gräßer abschließend. Ob der Unternehmer diesen letzten juristischen Anspruch jemals erfolgreich vor deutschen Gerichten betrieben hat, ist unbekannt. Schon vier Jahre später war sein Leben beendet.

### Kontroverse Positionen
Gräßers Prozesspartei als Klägerin stellte im Verfahren die folgenden Behauptungen auf:
- Das Supermarkt-Projekt sei von der Verwaltungsspitze der Stadt Saarbrücken vorsätzlich vereitelt worden. Zum Zeitpunkt der Ablehnung sei gerade eine SPD- und FDP-geführte Ratsmehrheit erstarkt, welche als Interessenvertretung ortsansässiger, mittelständischer Kaufleute ein Projekt dieser Größenordnung unbedingt vermeiden wollte, um ihrer Klientel Umsatzeinbußen zu ersparen. Dieses Vorgehen sei auch im Interesse des aufstrebenden Oskar Lafontaine gewesen, der es mit der neuen Ratsmehrheit betrieben hätte und der es schließlich 1974 auch ins Amt des Bürgermeisters, zwei Jahre später sogar ins Amt des Saarbrücker Oberbürgermeisters schaffte.
- Die ursprünglich auf 2,4 Millionen Mark festgesetzten Erschließungskosten seien im Nachsatz „künstlich“ auf 4,5 Millionen angehoben worden, um das Projekt auszuhebeln.
- Die saarländische Justiz habe das Verfahren „absichtlich“ verschleppt, um Positionen der kommunalen Verwaltung zu stärken. Genannt wird in diesem Zusammenhang Roland Rixecker, ab 1983 Richter am Saarbrücker Landgericht, danach wissenschaftlicher Berater beim BGH, 1985 bis 1995 Staatssekretär im saarländischen Justizministerium der SPD-geführten Landesregierung und später Präsident des Oberlandesgerichts. Laut Gräßers Anwalt Bernhard Sauber sollten „justiziell-politische-Verquickungen“ im Saarland ausgenutzt werden, um seinen Mandanten systematisch aufzureiben und zur Aufgabe zu zwingen.[4]

Dem hielten die Stadt Saarbrücken und das Saarland als Beklagte entgegen:
- Dass Gräßer seine Klage bereits einreichte, als die Mehrheitsverhältnisse im Stadtrat noch von der CDU-Fraktion und dem bis 1976 amtierenden Oberbürgermeister Fritz Schuster dominiert waren. Noch bevor Oskar Lafontaine in Saarbrücken zum Bürgermeister gewählt wurde, galt Gräßers Bauvorhaben also bereits als gescheitert. Lobbyismus-Vorwürfe gegen Fraktionen und Einzelpersonen aus Verwaltung und Justiz in Stadt und Land seien daher unbegründet.
- Dass die Erschließungskosten des Bauvorhabens, respektive ihre notwendige Anpassung wohl seitens der Stadt vor dem Oberlandesgericht nicht fristgerecht belegt worden seien, gleichwohl aber der Höhe nach immer zutreffend gewesen seien. Dies sei anhand der Aktenlage erkennbar.[3]

## Umstände seines Todes
Gräßers Leiche wurde abends, am Tage seines Todes in einem Waldgelände in der Nähe seines letzten Wohnortes bei Mariahütte (Ortsteil von Nonnweiler) aufgefunden. Nachfolgende Ermittlungen der Polizei schlossen Selbsttötung als Todesursache nicht aus, der Geschäftsmann habe sich wohl mit einem Jagdgewehr selbst erschossen. Ein Saarbrücker Radiosender meldete das Vorhandensein eines Abschiedsbriefes, allerdings wurde dies von Seiten der Polizei weder bestätigt, noch wurde jemals etwas über den Inhalt bekannt.